# Adžyholský maják
Zadní Stanislav-Adžyholský maják (ukrajinsky Задній Станіслав-Аджигольський маяк, rusky За́дний Станисла́в-Аджиго́льский мая́к) je maják v blízkosti ukrajinského města Chersonu, na malém umělém ostrůvku v ústí řeky Dněpr. Svou výškou 64 metrů je jedním z nejvyšších majáků světa a nejvyšším majákem v zemi.
Navržen byl v roce 1910 Vladimirem Šuchovem a postaven v roce 1911. Pojmenován je podle nedalekého mysu Adžyhol. Dostupný je pouze na lodi.

## Popis
Hyperbolická paraboloidová ocelová skeletová věž vytváří síťovou šroubovici s dvojitým ochozem nad sebou a lucernou nahoře. Uprostřed věže je tubus se schodištěm. Maják má červenou barvu.

### Data
- Výška majáku: 64 m
- Světelný zdroj: 67 m n. m.
- Bílé světlo

### Označení
Zdroj
- ARLHS UKR-102
- UA-1001
- Admiralty N5149.1
- NGA 18092